# Gabriel Belgický
Princ Gabriel Belgický (francouzsky: Gabriel Baudouin Charles Marie, nizozemsky: Gabriël Boudewijn Karel Maria; * 20. srpna 2003, Anderlecht, Belgie) je belgický princ, druhorozené dítě a starší syn krále Phillipa a jeho manželky Mathilde. V současné době je druhý v řadě na belgický trůn po své starší sestře, Elisabeth.

## Život
Narodil se 20. srpna 2003 v Erasmus Hospital v Anderlechtu v Bruselském regionu. 25. října 2003 byl pokřtěn na hradě Ciergnon. Jeho kmotry jsou: jeho strýc z matčiny strany, hrabě Charles-Henri d'Udekem d'Acoz; a jeho sestřenice z otcovy strany, baronka Maria Christina von Freyberg-Eisenberg. Byl pojmenován Gabriel Baudouin Charles Marie po jeho prastrýci králi Baudouinovi I. Belgickém, jeho strýci z matčiny strany hraběti Charles-Henri d'Udekem d'Acoz a Panně Marii (v katolické královské rodině tradiční pojmenování).
Jeho starší sestra Elisabeth ho v řadě následnictví, díky přijetí absolutní primogenitury v roce 1991, předchází. Gabriel má také mladšího bratra, prince Emmanuela, a mladší sestru, princeznu Eléonore. S rodiči a sourozenci žije na zámku Laeken.
Princ Gabriel byl studentem na St. John Berchmans College v bruselské čtvrti Marolles, v hlavním městě Belgie. Výuka je v nizozemštině, nicméně angličtina a francouzština jsou také součástí jeho vzdělávání. 29. srpna 2019 bylo oznámeno, že princ Gabriel bude studovat na International School of Brussels (ISB), soukromé anglické škole ve Watermael-Boitsfort.
Princ Gabriel hraje na klavír. Rád hraje fotbal, jezdí na kole, hraje tenis, plave, lyžuje a plachtí. Je také členem Royal Evere White Star Hockey Club, belgického hokejového klubu se sídlem v Evere, ale v roce 2019 se rozhodl s hokejem skončit a soustředit se na své školní povinnosti.